# Oenochroma hypotaeniaria
Oenochroma hypotaeniaria là một loài bướm đêm trong họ Geometridae.